# Tim Koopmans
Thijmen (Tim) Koopmans (Amsterdam, 11 augustus 1929 – Voorburg, 24 december 2015) was rechter in het Hof van Justitie van de Europese Gemeenschappen, lid van - en  advocaat-generaal bij de Hoge Raad der Nederlanden. Koopmans was van 1965 tot 1978 hoogleraar staats- en administratief recht in Leiden, en later hoogleraar te Utrecht, Cambridge en Gent. In 2009 was hij lid van de commissie-Davids die onderzoek deed naar de besluitvorming over de politieke steun aan de Irakoorlog in 2003.
Van hem is een definitie van rechterlijk activisme als “de autonomie die de rechter zich toekent ten opzichte van het politiek gezag”. Koopmans overleed eind 2015 op 86-jarige leeftijd.
- Bibliothèque nationale de France: cb15015452m (data)
- Digitale Bibliotheek voor de Nederlandse Letteren: koop034
- Gemeinsame Normdatei: 139453687
- International Standard Name Identifier: 0000 0001 1621 938X
- Library of Congress Control Number: n79017074
- Nationale Bibliotheek van Tsjechië: mub2011652782
- Nationale Bibliotheek van Israël: 987007434976605171
- Nederlandse Thesaurus van Auteursnamen: 068188072
- Système universitaire de documentation: 075003341
- Virtual International Authority File: 37195160
- WorldCat: E39PBJcR4J8G8YkQJ4JRQRdhHC